# Biblioteca Gazi Husrev-beg
A Biblioteca Gazi Husrev-beg (em bósnio: Gazi Husrev-begova biblioteka) é uma biblioteca localizada em Sarajevo, Bósnia e Herzegovina, fundada em 1537. Considerada a mais antiga instituição cultural do país, abriga a maior coleção de documentos e manuscritos islâmicos dos Bálcãs e a maior coleção de manuscritos otomanos fora da Turquia, constituindo-se como uma das maiores bibliotecas de seu tipo em toda a Europa. Seu acervo é composto por cerca de 100 mil itens (entre manuscritos, livros impressos, periódicos, documentos arquivísticos e outros materiais) em árabe, persa, turco, bósnio e outras línguas europeias. Desse montante, mais de 10 mil itens referem-se a códices manuscritos com aproximadamente 20 mil obras em diferentes áreas do conhecimento, como ciências islâmicas, línguas orientais, literatura, filosofia, lógica, medicina, veterinária, matemática e astronomia.

## História

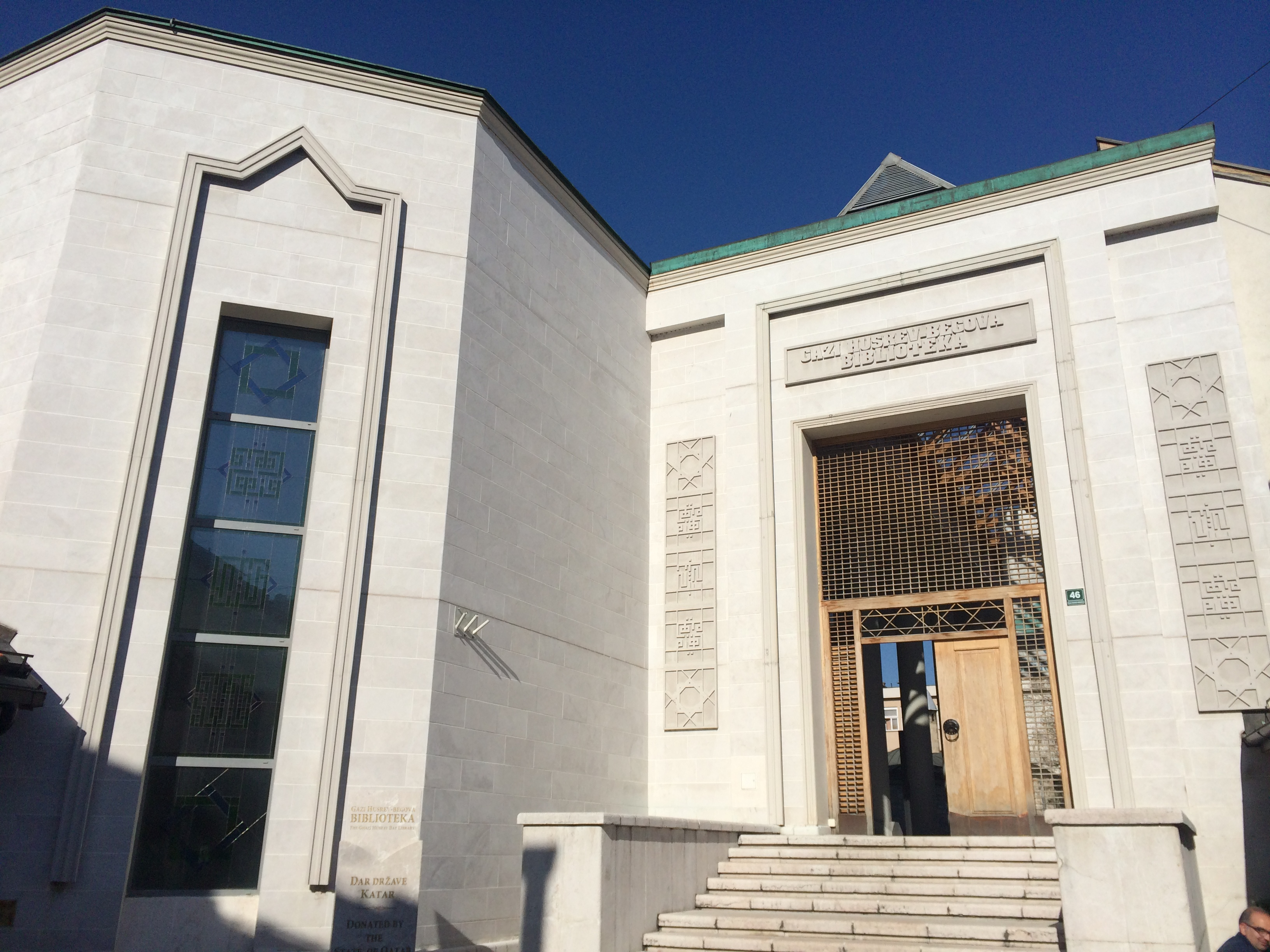
Vista do novo edifício da Biblioteca Gazi Husrev-beg em Sarajevo, inaugurado em 2014.

A Biblioteca foi criada em 1537 pelo então governador da província otomana da Bósnia Gazi Husrev-beg juntamente com o estabelecimento de uma madraça na mesquita por ele construída entre 1530 e 1531, a atual Mesquita Gazi Husrev-beg (Gazi Husrev-begova džamija). Na carta de criação da madraça, estipulou que "tudo o que restar das despesas para a construção da madraça deve ser usado para a compra de bons livros que devem ser lidos na madraça e copiados por leitores interessados em ciência". Por mais de três séculos a madraça e a biblioteca funcionaram como uma única entidade, até que em 1836 a biblioteca foi transferida para uma nova construção no complexo da mesquita, criada para abrigá-la. Ali permaneceu até 1935, quando, devido ao crescimento do acervo, foi movida a novas acomodações nas imediações da Mesquita do Imperador (Careva džamija), onde ficou instalada até o início da Guerra da Bósnia em abril 1992.
Durante o conflito, por razões de segurança a Biblioteca teve seu acervo distribuído em diferentes localidades da cidade, ação que garantiu a sua salvaguarda: os livros impressos foram enviados à Mesquita do Imperador e os manuscritos foram transferidos oito vezes por diversos locais da capital bósnia, sendo que os quinhentos manuscritos mais valiosos foram depositados no caixa-forte do Banco Privredna, onde permaneceram até o fim do Cerco de Sarajevo. Após o término do conflito, foi estabelecida em um edifício próximo à Sinagoga de Sarajevo, onde permaneceu até 2013. Em 15 de janeiro de 2014, a Biblioteca foi reinaugurada em uma nova e moderna construção de três andares especialmente desenhada para abrigá-la e localizada nas imediações da madraça em que se originou, com capacidade de acomodar meio milhão de itens e financiada em grande parte pela doação de 8,8 milhões de dólares (6,5 milhões de euros) do governo do Catar. Além de diferentes equipamentos e instalações voltadas ao estudo, pesquisa e gerenciamento de suas coleções, a Biblioteca abriga também um museu dedicado a artefatos da vida cotidiana e religiosa bósnia de tradição islâmica.